# (7806) Umasslowell
(7806) Umasslowell est un astéroïde de la ceinture principale.

## Description
(7806) Umasslowell est un astéroïde de la ceinture principale. Il fut découvert le 26 octobre 1971 à Bergedorf par Luboš Kohoutek. Il présente une orbite caractérisée par un demi-grand axe de 2,42 UA, une excentricité de 0,19 et une inclinaison de 2,7° par rapport à l'écliptique.

## Compléments